# 박스마스터
박스마스터(BOXMASTER)는 대한민국에 기반을 둔 기업 (주)다이디어에서 운영하는 패키지 제작 전문 브랜드이다. 대량 생산부터 커스텀 구조와 특수 소재를 활용한 고급 박스 제작까지 다양한 서비스를 제공하며, 고유의 패키지 컨설팅 서비스를 통해 고객 맞춤형 솔루션을 제안한다.

## 주요 산업 및 설비
- 박스마스터는 포장(패키지) 관련 산업을 기반으로 운영되며, 자체 설비 일부를 제외한 나머지 공정을 외부 네임드 기장 및 공장과 협력하여 수행한다. 이를 통해 다이디어 본사 공장 중심으로 인쇄 클러스터를 구성하여 대량 생산뿐 아니라 고급 프레스킷(Press Kit)과 브랜드킷(Brand Kit) 등 맞춤형 구조와 특수 소재를 활용한 패키지를 제작하고 있다.
- 박스마스터의 서비스는 단순한 박스 제작을 넘어 고객의 브랜드와 제품 전략에 부합하는 패키지 솔루션을 제공하는 데 초점을 맞춘다.

## 패키지 컨설턴트 서비스
박스마스터는 패키지 컨설턴트라는 개념을 처음으로 도입한 회사로, 이 직업은 단순한 영업직 상담에서 벗어나, 사업 전략과 브랜드 관리에 중점을 두고 패키지 제작을 지원한다. 패키지 컨설턴트는 고객과 협력하여 브랜드 및 제품에 기반한 적합한 사양을 제안하며, 판매와 서비스 전략에 맞는 패키지를 설계하고 제작하는 역할을 수행한다.

### 패키지 컨설턴트의 도입 및 영향
김승현 대표는 패키지 컨설턴트라는 직업군을 도입하며 패키지 제작과 컨설팅을 결합한 새로운 접근 방식을 제안했다. 초기에는 업계나 내부 일부에서 생소한 개념으로 받아들여져 우려와 의문이 제기되기도 했으나, 시간이 지나며 이 직업군은 패키징 분야에서 점차 인정받는 역할로 자리 잡았다. 이후 여러 기업들이 패키지 컨설팅이라는 용어를 도입하며 이를 브랜드 전략과 제조 공정을 융합하는 전문 서비스의 한 형태로 활용하고 있다.

## 주요 서비스
대량 생산 패키지
대량 생산이 필요한 기업을 대상으로 효율적인 설비와 생산 공정을 통해 다양한 패키지 솔루션을 제공한다.
커스텀 구조 및 고급 박스 제작
특수 소재와 독창적인 구조를 적용하여 고급 프레스킷 및 브랜드킷을 제작하며, 고객의 니즈에 맞춘 맞춤형 설계를 지원한다.
패키지 컨설팅 서비스
고객의 브랜드 전략과 제품 특징을 반영한 맞춤형 패키지 컨설팅을 통해 최적화된 결과물을 제공한다.

## 역사
- 2012년: 하이디자인 설립
- 2016년: '(주)하이디자인'으로 법인 설립
- 2017년: '(주)박스마스터'로 상호명 변경
- 2022년: '(주)다이디어'로 상호명 변경

## 비전
박스마스터는 포장 및 패키지 제작에서 기존의 단순한 제조 중심 접근법을 넘어, 컨설팅과 디자인 혁신을 결합하여 업계 내 새로운 기준을 제시하고자 한다. 이를 통해 지속적으로 연구개발을 추진하며 고객과 협력하여 고품질의 패키징 솔루션을 제공하고 있다.

## 같이 보기
대한민국 기업 목록